# Скалигер, Юлий Цезарь
Жюль Сеза́р (Ю́лий Це́зарь) Скалиге́p (фр. Jules César Scaliger, лат. Julius Caesar Scaliger, 23 апреля 1484, Падуя, Италия — 21 октября 1558, Ажен, Франция) — итало-французский гуманист: философ, филолог, естествоиспытатель, врач, астролог, поэт. Отец Жозефа Скалигера. Настоящее имя Джулио Бордоне; также «делла Скала» — по прозвищу, данному его отцу Бенедетто Бордоне. Считал себя отпрыском знаменитой династии Скалигеров, правившей Вероной.

## Биография
Изучал теологию и философию в университете Болоньи, медицину и греческий язык в университете Турина.
Сначала жил в Венеции или Падуе, затем, став врачом, в 1525 году переехал в Ажен, где натурализовался в 1528-м как Ж. С. де Лескаль. Свои трактаты, памфлеты, комментарии к греческим и римским авторам, а также стихи, Скалигер писал на латинском языке. Как естествоиспытатель, вёл оживлённую полемику с Кардано, как филолог — с Эразмом, против «Ciceronianus» которого написал две критические речи («Julii Caesaris Scaligeri pro M. Tullio Cicerone contra Desid. Erasmum Rotterdam. Orationes», 1536 год). Как рационалист, Скалигер был противником гуманистов Э. Доле, Ф. Рабле.
Французский учёный Жан Боден в 1566 году считал Юлия Скалигера автором догалилеева принципа механики, позднее приписываемого Аристотелю:
«Скалигер не без гордости выдвигал идею о том, что всё движение стремится к покою, как это можно проследить в природе каждой отдельной вещи. Небесная сфера также стремится к покою, если это произойдёт, то настанет конец мира. Таким образом, он считает, что мир погибнет.»
Юлий Цезарь Скалигер в своё время был авторитетнейшим астрологом Франции. В 1533 году Скалигер сошёлся (по-видимому, на почве медицины и фармацевтики) с Нострадамусом, пригласил его в качестве сотрудника к себе в Ажен и некоторое время даже опекал его там, но уже в 1535-м рассорился с ним (причина ссоры неизвестна). Нострадамус, в свою очередь, восхищался универсальностью интересов и познаний Скалигера, называл его «несравненной личностью, наподобие Плутарха».

## Творчество
Из философских сочинений Скалигера выделяются «Экзотерические упражнения» (Exercitationes exotericae. Париж, 1557) и «О мудрости и блаженстве» (De sapientia et beatitudine. Женева, 1573). Написал комментарии к сочинениям «О сновидениях» Гиппократа (Лион, 1538), «О растениях» Аристотеля (Париж, 1566), «О причинах растений» Теофраста (Лион, 1566) и к другим античным трудам. Как поэт выпустил сборник эпиграмм о великих людях древности, под названием «Герои» (Heroes, 1539).
В сочинении «О причинах латинского языка» (De causis linguae Latinae. Лион, 1540 Скалигер основательно обработал латинскую грамматику, нарушив многовековую традицию компиляций из Доната и Присциана. Эта книга была первой научной грамматикой латинского языка.
«Поэтика», в семи книгах (Poetices libri VII. Лион, 1561) — этапное сочинение в истории филологии и литературы. Она содействовала упрочению теории трёх единств, включала определения различных стихотворных и драматических жанров. Французские классицисты видели в Скалигере своего предтечу и положили его теории в основу нормативной поэтики.

## Издания и литература
- Luc Deitz, Gregor Vogt-Spira (Hrsg.). Poetices libri septem (lateinisch-deutsch). Stuttgart: Frommann-Holzboog, 1994ff.
  - 1. — Buch 1 und 2, 1994, ISBN 3-7728-1502-2
  - 2. — Buch 3, Kapitel 1-94, 1994, ISBN 3-7728-1503-0
  - 3. — Buch 3, Kapitel 95-126. Buch 4, 1995, ISBN 3-7728-1504-9
  - 4. — Buch 5, 1998, ISBN 3-7728-1505-7
  - 5. — Buch 6 und 7, 2003, ISBN 3-7728-1506-5
- Боден Ж. Лёгкий метод познания истории (1566 г.) / Пер. на рус. М. С. Бобковой.— М.: Наука, 2000 (стр. 109—110, 117—118, 120, 279, 281).
- Литературные манифесты западноевропейских классицистов. М.: Издательство МГУ, 1980 (фрагменты «Поэтики» в переводе на русский язык).
- Европейская поэтика от античности до эпохи Просвещения. Энциклопедический путеводитель / Под общей ред. Е. А. Цургановой и А. Е. Махова. М.: Intrada, 2010.